# Турнир Северо — Северо-Востока Бразилии по футболу
Турнир Северо — Северо-Востока (порт.-браз. Torneio Norte–Nordeste), также называемый Нордестан (порт.-браз. Nordestão) — бразильское футбольное соревнование, проходившее с 1968 по 1971 год в Бразилии. Турнир был организован в 1968 году Бразильской спортивной конфедерацией. Первенство было создано как ещё одно межштовское соревнование параллельно Кубку Роберто Гомеса Педрозы, в розыгрыш которого команды попадали по приглашению. Клубы с севера и северо-востока страны туда приглашены не были, а потому руководство бразильского футбола приняло решение о создании нового соревнования. Турнир 1971 года являлся частью Серии B чемпионата страны.

## Розыгрыши
| Год  | Дата            | Чемпион      | Счет           | Финалист     |
| ---- | --------------- | ------------ | -------------- | ------------ |
| 1968 | 23 февраля 1969 | Спорт Ресифи | 3:1            | Ремо         |
| 1968 | 2 марта 1969    | Спорт Ресифи | 2:1            | Ремо         |
| 1969 | 17 декабря 1969 | Сеара        | 1:2            | Ремо         |
| 1969 | 19 декабря 1969 | Сеара        | 3:2            | Ремо         |
| 1969 | 21 декабря 1969 | Сеара        | 3:0            | Ремо         |
| 1970 |                 | Форталеза    | турнир четырёх | Спорт Ресифи |
| 1971 | 5 декабря 1971  | Ремо         | 0:0            | Итабаяна     |
| 1971 | 8 декабря 1971  | Ремо         | 2:0            | Итабаяна     |

## Титулы
| Клуб         | Чемпионства | Годы |
| ------------ | ----------- | ---- |
| Спорт Ресифи | 1           | 1968 |
| Сеара        | 1           | 1969 |
| Форталеза    | 1           | 1970 |
| Ремо         | 1           | 1971 |

## Лучшие бомбардиры
| Сезон | Игрок          | Клуб  | Голы |
| ----- | -------------- | ----- | ---- |
| 1968  | Жозе Аморозо   | Ремо  | 10   |
| 1969  |                |       |      |
| 1970  | Зезиньо Фумаса | Сеара | 3    |
| 1970  | Жилдо          | Сеара | 3    |
| 1971  |                |       |      |